# Liste des présidents du Tadjikistan
Pour un article plus général, voir Président du Tadjikistan.
 (septembre 2024).
Si vous disposez d'ouvrages ou d'articles de référence ou si vous connaissez des sites web de qualité traitant du thème abordé ici, merci de compléter l'article en donnant les références utiles à sa vérifiabilité et en les liant à la section « Notes et références ».

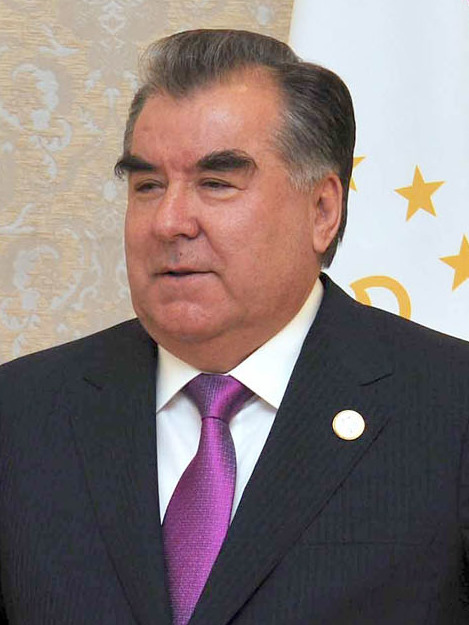
Emomali Rahmon en 2016.

Ce tableau liste les présidents de la république du Tadjikistan depuis son indépendance lors de l'éclatement de l'URSS en 1991.

## Liste
| N°  | Nom                | Élection   | Début de mandat   | Fin du mandat     |
| --- | ------------------ | ---------- | ----------------- | ----------------- |
| 1   | Kahhor Mahkamov    | 1990       | 30 novembre 1990  | 31 août 1991      |
| -   | Kadriddin Aslonov  | Intérim    | 31 août 1991      | 23 septembre 1991 |
| 2   | Rahmon Nabiev      | Transition | 23 septembre 1991 | 6 octobre 1991    |
| -   | Akbarcho Iskandrov | Intérim    | 6 octobre 1991    | 2 décembre 1991   |
| (2) | Rahmon Nabiev      | 1991       | 2 décembre 1991   | 7 septembre 1992  |
| -   | Akbarcho Iskandrov | Intérim    | 7 septembre 1992  | 19 novembre 1992  |
| 3   | Emomali Rahmon     | Intérim    | 20 novembre 1992  | 16 novembre 1994  |
| 3   | Emomali Rahmon     | 1994       | 16 novembre 1994  | 16 novembre 1999  |
| 3   | Emomali Rahmon     | 1999       | 16 novembre 1999  | 16 novembre 2006  |
| 3   | Emomali Rahmon     | 2006       | 16 novembre 2006  | 16 novembre 2013  |
| 3   | Emomali Rahmon     | 2013       | 16 novembre 2013  | 16 novembre 2020  |
| 3   | Emomali Rahmon     | 2020       | 16 novembre 2020  | en fonction       |